# Izkoriščevalsko podjetje
Izkoriščevalska podjetja (angl. Sweatshops) pa so podjetja z delovnimi mesti, kjer so delavci podvrženi ekstremnemu izkoriščanju, vključno z odsotnostjo minimalnega dohodka za preživetje, slabimi delovnimi pogoji in pogostim verbalnih in fizičnim nasiljem .
Države v razvoju so države z malo industrijske in ekonomske aktivnosti ter kjer imajo prebivalci na splošno nizke dohodke . 
Svetovna trgovinska organizacija  pa države v razvoju sam po sebi ne definira, ampak izbiro prepušča državam članicam, da se označijo kot razvite ali razvijajoče se države, pri čemer lahko druge države članice tej odločitvi oporekajo. Če so države priznane kot države v razvoju v STO dobijo določene pravice, ki jim omogočajo daljša prehodna obdobja za uveljavljanje sporazumov znotraj STO, prav tako pa so pri tem upravičene tehnične pomoči.
Medtem, ko je osem ljudi bogatejših od polovice svetovne populacije , pa so delovni pogoji v državah v razvoju, predvsem v azijskih tovarnah, pogosto označeni za »slabe« ali celo »nesprejemljive«. Gaille  ocenjuje, da je približno 250 milijonov otrok med 5. in 14. letom prisiljenih delati v tovarnah, ki so zaradi slabih delovnih pogojev označene za izkoriščevalska podjetja, pri čemer je večina prisiljena delati 16-urne delavnike. Če bi se plača teh delavcev podvojila, bi cena produktov, ki jih izdelujejo, narastla za približno 1,8 %. Ženske, ki izdelujejo drese za NBA igralce, za en kos oblačila zaslužijo okrog 24 centov, medtem, ko se ti prodajajo za 140$ ali več. Najpogosteje so v izkoriščevalskih podjetjih narejena oblačila, čevlji, kava, čokolada, banane in igrače . Nekatera izmed najbolj znanih podjetij, za katere so bili ugotovljeni nevzdržni delovni pogoji, so Amazon, Apple, Dell in Walmart.

## Zgodovina
V Angliji se je izraz sweater za opis delavca, ki opravlja monotono delo za zelo nizko plačo, uporabljal že okrog leta 1850. Sweating (dobesedno prevedeno kot potenje) se je močno razširilo v 1880-ih letih z imigriranjem iz Vzhodne in Južne Evrope v Srednjo Evropo in Združene države Amerike. Imigranti iz revnejših držav so tako predstavljali poceni delavno silo. Z razvojem sindikatov, pojavom zakonov o minimalnih plačah, protipožarnih kodeksov in delavskega prava so izkoriščevalska podjetja v prvotnem pomenu postala redkejša v razvitem svetu (ne pa izkoreninjena), postala pa so pogostejša v državah v razvoju, kjer takšni zakoni (o pogojih dela, plačah in okoljski zakoni) ne obstajajo ali pa niso uveljavljani. Z razmahom industrializacije in globalizacije – trendom pospeševanja proizvodnje zaradi povečanja povpraševanja za potrošniško blago – v 20. stoletju pa so se izkoriščevalska podjetja (sweatshops) pojavila v Latinski Ameriki in v Aziji .

## Vloga kapitalizma
Karl Marx je poudarjal, da nevzdržni delovni pogoji niso odklon od sistema, ampak kvečjemu nekaj, kar je »vgrajeno« v sistem. Po njegovih besedah je kapitalizem močno povečal bogastvo, ki ga lahko posamezniki producirajo in hkrati večino prikrajšal za prednosti tega bogastva. Glaven izvor problemov Marx meni, da je tekmovalnost med direktorji, kar pa jih spodbuja k čim hitrejšem širjenju oz. hitrejšem širjenju od konkurence. V tem procesu pa pogosto trpijo delavci, saj delodajalci trenutne zaposlene silijo v to, da še bolj trdo delajo, da si povečajo dobiček. Potrošniki večinoma stremijo k čim cenejšim nakupom, delovodje pa k čim večjim dobičkom, zato v tej enačbi najšibkejši člen postane delavec. Podjetja svojo proizvodnjo selijo v države, kjer je ta najcenejša – kjer je malo zakonov, ki jih omejujejo (npr. okoljski zakoni, zakoni o varnosti na delovnem mestu) in kjer lahko delavce plačajo čim manj. Ker takim delodajalcem nizki stroški proizvodnje omogočajo nižjo prodajno ceno od njihove konkurence, porabniki pa to želijo, se s tem ustvari »začaran krog« kapitalizma, ki »opravičuje« obstoj izkoriščevalskih podjetij. 

## Pojav sodobnih izkoriščevalskih podjetij
Sam pojav izkoriščevalskih podjetij omogoča izkoriščanje osnovnih nepravičnosti. Pri tem relativno bogata mednarodna podjetja, ki stremijo k še večjemu dobičku, zaposlijo delavce, ki so obupani zaradi revščine in zato pripravljeni sprejeti mizerno plačo in nevarno delavno okolje. 
Taka podjetja in taki pogoji so nastali, ker je proizvodnja čim cenejša, tako da lahko znamka svoje izdelke prodaja ceneje kot konkurenca, kar pa je tudi v interesu potrošnikov. Pollin idr.  sta ugotovila, da bi 100 % povečanje plače v ameriških in mehiških tovarnah zahtevalo le 2 – 6 % povečanje v prodajni ceni oblačil. Preko anketiranja ameriških potrošnikov pa sta ugotovila, da bi bili le-ti pripravljeni za oblačila plačati 15 – 25 % več, če bi vedeli, da niso oblikovana pod izkoriščevalskimi pogoji. Po drugi strani pa sta Harrison in Scorce  ugotovila, da je 100 % povečanje minimalne plače v Indoneziji povzročilo povečanje brezposelnosti za 12 – 36% in zaprtje tovarn manjših izvoznikov. Zato avtorja poudarjata, da je nujno vzeti v obzir možne negativne posledice takšnega povečanje minimalne plače. Ekonomskega mehanizma, ki bi dovoljeval višje plače ali boljše delovne pogoje in deloval brez negativnih posledic pa v času objave članka (2011) še niso identificirali.

### Razširjenost
Znamke, ki so najbolj znane po tem, da svojo proizvodnjo selijo v manj razvite države, kjer izkoriščajo delavce so med drugimi Primark, H&M, Inditex (Zara, Bershka, Pull&Bear, Massimo Dutti, Stradivarius itn.), Gap, Nike, Hollister in Forever 21 .  Nimbalker idr. preko letnih poročil v okviru Baptist World Aid Australia, ki so letos ocenili 114 podjetij (in s tem 407 znamk) ugotavljajo, da je transparentnost proizvodnje še vedno velik problem, vendar se je delež podjetij, ki jo zagotavljajo, od lanskega leta povečal iz 26 % na 34 %. Ocenjujejo, da je na svetu približno 24,9 milijona delavcev, ki delajo pod prisilo, od tega sta dve tretjini delavcev v Aziji. Prav tako poročajo, da je po svetu zaposlenih 152 milijonov otrok, večina teh prav tako zaposlena v Aziji.

### Nesreče
Takih podjetjih ne bi smeli podpirati tudi zaradi mnogih nesreč, ki se zgodijo v tovarnah tudi priznanih mednarodnih znamk. Če se samo osredotočimo na Bangladeš lahko naštejemo kar nekaj odmevnih nesreč v tovarnah, ki so se zgodile v roku treh let. Nekatere izmed njih so sledeče. Decembra 2010 je zaradi slabih varnostnih ukrepov v tovarni That's It, ki je v tistem času proizvajala produkte za podjetja, kot so Target, Gap in JC Penney, izbruhnil požar zaradi napak v električni napeljavi, ki je ubil 29 delavcev. Novembra 2012 je zaradi kratkega stika v napeljavi v modni tovarni Tazeen izbruhnil požar, ki je ubil vsaj 112 in poškodoval okrog 200 delavcev. Januarja 2013 je požar v Smart Export tovarni oblačil ubil sedem ljudi, pri čemer so bili izhodi v sili zaklenjeni. Aprila 2013 se je porušila Rana Plaza – stavba, ki je vsebovala več tovarn oblačil in pokopala več kot 1100 delavcev, ki so se morali tisti dan vrniti na delo kljub temu, da je bila stavba dan prej evakuirana zaradi razpok . Isabel Hunter  poroča, da približno 7000 tovarn v Bangladešu ni preverjanih za varnost pri delu. Prav tako poroča, da v tovarnah dela okoli milijon otrok med 10. in 14. letom, ki imajo na teden prostega samo pol dneva. Zaradi količine dela otroci v tovarnah jedo, se umivajo in spijo. Junija 2017 je Guardian  poročal o delovnih pogojih delavk v štirih tovarnah v Kambodži, ki med drugimi izdelujejo izdelke za Nike, Pumo in Asics. Poročajo, da je v zadnjem letu več kot 500 delavk bilo hospitaliziranih. Najhuje je bilo tri dni v novembru (2016), kjer je v roku treh dni približno 360 delavk na delovnem mestu izgubilo zavest. Po zunanji preiskavi so ugotovili, da so delavke, ki so izgubile zavest v tistem času delale 10-urne delavnike, šest dni v tednu na temperaturi 37°C. Pri tem so poročale o izčrpanosti in lakoti. Kambodža namreč nima omejitev glede dela v vročini. Za svoje delo dobijo od 120 do 190£ (160 do 215€), odvisno od nadur, pri čemer za življenje rabijo približno 300£ (340€).

### Obojestranska korist
Miklós trdi, da kljub temu, da je v danih okoliščinah ta odnos vzajemno koristen in tako delodajalec kot delavec vanj stopita prostovoljno, bi morali tak odnos razumeti kot izkoriščevalskega.
Iz navedenih primerov je jasno vidno, da je delodajalcem pomembnejši dobiček kot življenja delavcev. Razlog, da še vedno obstajajo je med drugim tudi to, da je ta odnos vseeno obojestransko pozitiven, saj sta tako delavec kot delodajalec na boljšem kot če tega odnosa ne bi bilo. Miklós je v svojem članku poskušal najti ločnico med izkoriščevalskim delom in delom, kateremu osnova so nepravičnosti, vendar kljub temu delodajalec ni nepravičen. Trdi, da delodajalca lahko označimo za izkoriščevalskega (v smislu izkoriščanja osnovnih nepravičnosti) samo, če ima delodajalec presežek dobička (v smislu razlike med tem, koliko je delodajalec pripravljen plačati in tem, koliko ta dejansko plača svoje delavce) v primerjavi z dobičkom, ki bi ga dobil v pravičnih okoliščinah. Vseeno pa avtor zaključuje, da kljub temu, da je odnos izkoriščevalski, to ne pomeni nujno, da bi zaradi moralnih razlogov bile stranke obvezane se temu izogibati in prav tako ne pomeni, da bi vlade take odnose lahko prepovedale. Ukrepi, kot je npr. bojkotiranje določene znamke ne bo ustavilo izkoriščevalskih podjetij, temveč bodo spodbudile konkurenčna podjetja, uvajanje ukrepov za kaznovanje npr. tovarn v Bangladešu zaradi slabih delovnih pogojev pa bi koristilo samo tekmecem v državah, kot sta Vietnam in Šri Lanka, ki imajo podobno nizek standard življenja.
Tako zagovorniki kot nasprotniki izkoriščevalskih podjetij se zavedajo, da tako delo pogosto predstavlja najboljšo dosegljivo možnost za zelo revne ljudi, da bi lahko izboljšali lastno življenje in življenjske pogoje lastne družine. Prav zaradi tega, ker se veliko družin opira na ta zaslužek je treba k reformiranju takih podjetij pristopati previdno, saj drugače lahko povzročimo več škode kot koristi. 

### Vpliv na okolje
Izkoriščevalska podjetja oz. podjetja, kjer lastniki stremijo predvsem k lastnemu dobičku, imajo tudi velik negativen vpliv na okolje. Največji vpliv pa ima proizvodnja oblačil.
Proizvodnja oblačil vključuje največ izkoriščanih delavcev in ima največji negativen vpliv na okolje že od samega začetka verige proizvodnje – bombaž je s pesticidi najbolj obremenjena surovina, saj se približno ¼ uporabljenih pesticidov uporabi za proizvodnjo le-tega. Na leto se proizvede okrog 80 milijard kosov oblačil, kar pomeni, da jih je veliko preveč. Svetovno smetišče za oblačila je Haiti, kjer stara oblačila zaradi kemikalij, ki jih vsebujejo, onesnažujejo vodo in zrak. Nekatera podjetja pa so se problema odpadnih oblačil neuspešno poskušale lotiti same – H&M npr. sprejme stara oblačila, ki pa jih na koncu zažge, kar pomeni izpust kemikalij v zrak. V proizvodnji oblačil pa zaradi čim nižjih stroškov proizvodnje podjetja pogosto uporabljajo okolju zelo škodljive kemikalije, ki pa jih namesto varne odstranitve odpadnih kemikalij, le-te zlivajo v bližnje okolje in s tem onesnažujejo vodo in zemljo. Modna industrija je drugi največji onesnaževalec pitne vode na svetu in je odgovorna za kar ¼ svetovnih kemičnih odpadkov. Poleg onesnaževanja vode in zemlje pa izkoriščevalska podjetja zaradi svoje politike močno onesnažujejo tudi zrak in povzročajo kisel dež.

## Možne rešitve
Flanigan trdi, da je dober način reševanja tega problema omogočanje (boljših) alternativnih delovnih mest, ker delavci delo večinoma sklenejo prav zaradi pomanjkanja le-teh. S tem se ne bi ukvarjali z delovanjem izkoriščevalskih podjetij, ampak samo zagotovili boljše možnosti.

### Pravična trgovina
Pravična trgovina (angl. Fair Trade) je alternativna oblika običajnega trgovanja, osnovana na partnerstvu med pridelovalci in potrošniki. Prodaja s pogoji pravične trgovine kmetovalcem pomeni boljši izkupiček in boljše pogoje trgovanja, kar pa jim omogoča boljše življenjske pogoje in svetlejšo prihodnost. Na drugi strani pa koncept pravične trgovine potrošnikom omogoči velik vpliv na zmanjševanje revščine preko njihovih vsakdanjih nakupov.
Oznaka FAIRTRADE pomeni, da izdelek zadostuje Fairtrade standardom oz. standardom pravične trgovine, ki so osnovani z namenom zmanjševanja neravnovesja moči v poslovnih odnosih, nestabilnih trgih in nepravičnosti konvencionalne trgovine. 
Konvencionalno trgovanje je slonelo na izkoriščanju kmetovalcev oz. pridelovalcev surovin, kot so bombaž, kava, sladkor itn. pri čemer so naročniki surovin pogodbe s kmetovalci npr. ob slabi letini prekinili in podpisali pogodbo z nekom, ki ima več pridelka. Kmetovalci pa so bili plačani minimalno in so živeli v revščini.
Pravična trgovina zagotavlja:
- možnosti za ekonomsko nepriviligirane proizvajalce,
- transparentnost in preglednost finančnega poslovanja,
- trgovinsko partnerstvo,
- krepitev zmožnosti,
- promocijo pravične trgovine,
- plačilo poštene cene,
- enakopravnost spolov,
- varno in zdravo delovno okolje,
- prepoved otroškega dela in
- skrb za okolje.

Tako bi bila možna rešitev za situacijo izkoriščevalskega dela tudi vključevanje tovarn v koncept pravične trgovine. Glede na letno poročilo Fairtrade-a je več kot 1.6 milijona pridelovalcev surovin imelo korist od programa.